# ライカミング T55
ライカミング T55, (社内識別名称ライカミング LTC-4)は1950年代以降、アメリカ製のヘリコプターや（ターボプロップとして）固定翼機で使用されるターボシャフトエンジンである。
コネチカット州ストラッドフォードのライカミング・タービンエンジン部門でより小型のライカミング T53を拡大することで設計された。両方のエンジンはハネウェル・エアロスペース社で製造される。T55はライカミング ALF502ギヤードターボファンエンジンのコアとしても使用される。

## 派生機種

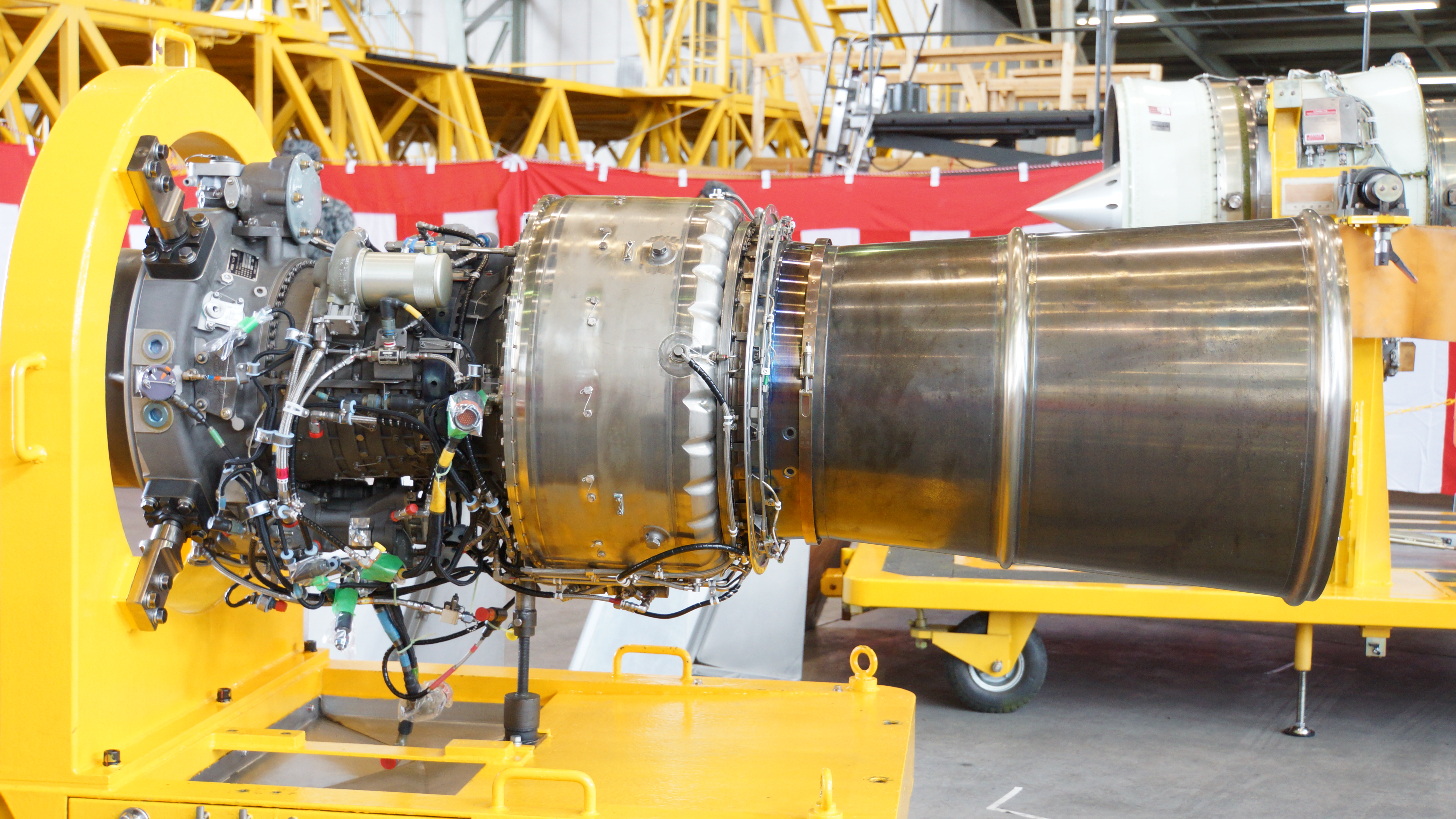
川崎・ハネウェル T55-K-712

LTC4
LTC4A
LTC4B-8
LTC4B-12
T5508DLTC4-8Dの民間機型
AL5512
T55-L-7
T55-L-9
T55-L-11
T55-L-712
T55-L-714
T55-L-714A
T55-GA-714
T55-GA-715可変式案内翼制御 : 開発中

## 搭載機
- ベル 214A/B - A初期型がLTC4B-8Dを、B型がT5508Dをそれぞれ搭載
- ベル 309
- ボーイング CH-47 チヌーク
- ボーイング チヌーク (イギリス仕様)
- ボーイング モデル 360（英語版）
- ボーイング RC-135 - 1基のT55がRC-135E派生型に航空機のフェーズドアレイレーダーに電力を供給する目的で搭載された。
- カーチス-ライト X-19
- ノース アメリカン YAT-28E Trojan
- パイパー PA-48
- en:H1 Unlimited hydroplane

## 仕様 (T55-L-714A)
一般的特性
- 形式: ターボシャフト
- 全長: 1,196.3 mm (47.1 inches)
- 直径: 615.9 mm (24.3 inches)
- 乾燥重量: 377kg (831 lbs)

構成要素
- 圧縮機: 7段軸流式圧縮機 と1段遠心式圧縮機
- タービン: ガス発生器2段と出力タービン2段

性能
- 出力: 4,867 shp (3,631 kW)
- 全圧縮比（英語版）: 9.32[1]
- タービン入口温度: 815 °C (出力タービン入口温度)
- 出力重量比: (4,867 shp / 831 lbs) ~ 5.8568:1 shp/lb